# Loučovice
Loučovice (en allemand : Kienberg) est une commune du district de Český Krumlov, dans la région de Bohême-du-Sud, en République tchèque. Sa population s'élevait à 1 490 habitants en 2024.

## Géographie
Loučovice se trouve sur la rive gauche de la Vltava, à 5 km à l'ouest de Vyšší Brod, à 22 km au sud de Český Krumlov, à 43 km au sud-sud-ouest de České Budějovice et à 163 km au sud de Prague.
La commune est limitée par Lipno nad Vltavou au nord, par Vyšší Brod à l'est, par l'Autriche au sud et par Přední Výtoň à l'ouest.

## Histoire
La première mention écrite du village date de 1361.

## Administration
La commune se compose de deux sections :
- Loučovice
- Nové Domky

## Patrimoine
|  |